# Pokémon Snap
Vous lisez un « bon article » labellisé en 2021.
Pokémon Snap (ポケモンスナップ, Pokemon Sunappu) est un jeu vidéo de la série Pokémon développé par HAL Laboratory et édité par Nintendo sur Nintendo 64. Il est sorti en mars 1999 au Japon, en juin 1999 en Amérique du Nord puis en septembre 2000 dans la région PAL. C'est un spin-off de la franchise Pokémon et l'un des premiers jeux de la saga à paraître sur console de salon.
Il propose au joueur de contrôler Todd Snap, appelé par le professeur Chen pour photographier des Pokémon au cours d'un safari-photo sur l'île Pokémon. Installé dans un véhicule au parcours prédéfini, le Zero-Un, Todd dispose de plusieurs accessoires pour photographier au mieux les Pokémon vivant sur cette île et compléter le rapport du professeur Chen.
Dans un premier temps conçu pour le Nintendo 64DD, Pokémon Snap finira son développement et sortira sur Nintendo 64. Le jeu est mis à disposition sur la console virtuelle de la Wii en 2007, puis sur celle de la Wii U en 2016 et sur le Nintendo Switch Online en 2022. Une suite du nom de New Pokémon Snap est annoncée en juin 2020 pour la Nintendo Switch et sort le 30 avril 2021.

## Trame

### Scénario
Todd, un photographe de Pokémon, reçoit une lettre du professeur Chen, éminent scientifique du Bourg Palette spécialisé dans l'étude des Pokémon. Dans celle-ci, il lui demande de l'aider dans ses recherches sur l'Île Pokémon. Il cherche à étudier les Pokémon sauvages qui peuplent les différentes régions de l'île, et a besoin de Todd pour illustrer son rapport. À bord d'un buggy amphibie du nom de « Zero-Un », Todd doit explorer l'île et photographier la grande variété de Pokémon insulaires.

### Univers
L'Île Pokémon est une île volcanique où Pokémon et humains ont cohabité. Lors des évènements de Pokémon Snap, plus personne n'y vit, et seul le professeur Chen y possède un  laboratoire. Afin d'en préserver l'équilibre naturel, la capture de Pokémon y est formellement interdite, les dresseurs n'ayant pas droit de séjour. Les régions de l'île sont diverses et variées, allant des plages de sable fin aux forêts tropicales. Elle est traversée par des rapides et des rivières et possède de nombreuses cavernes et grottes, dont l'une renferme les ruines d'une centrale électrique abandonnée. Sur cette île vivent 63 espèces de Pokémon parmi les 151 espèces connues de la première génération,.

## Système de jeu

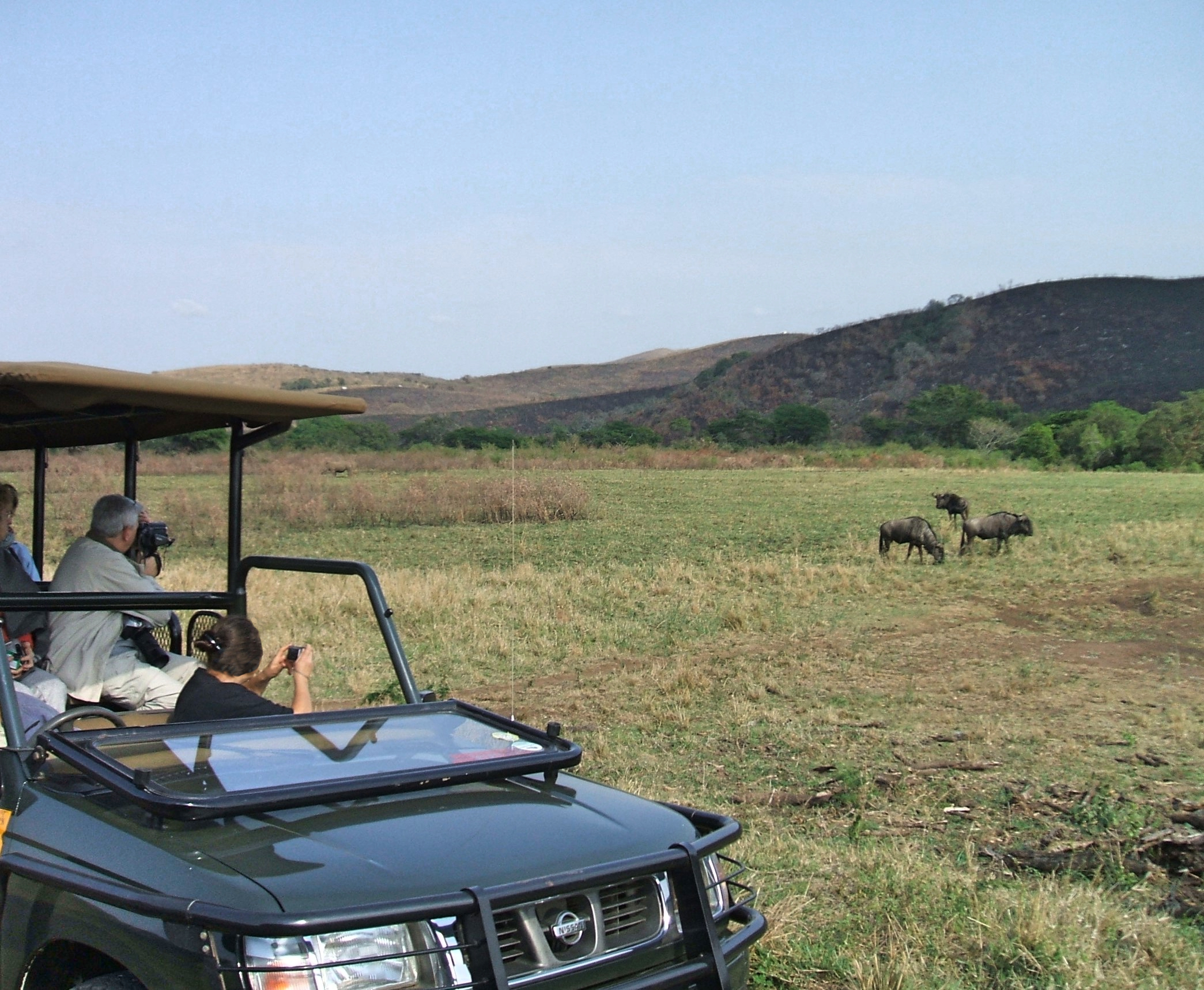
Le principe de Pokémon Snap se rapproche de celui d'un safari photo, où les espèces sont observées et photographiées dans leur environnement naturel.

Pokémon Snap est un jeu dans lequel le joueur photographie des Pokémon dans leur environnement naturel, comme dans un safari-photo. Le protagoniste, Todd, évolue dans son « Zero-Un », un véhicule tout-terrain qui suit un tracé prédéfini, à la manière d'un rail shooter. Lors d'une expédition, le joueur a jusqu'à 60 photographies pour immortaliser un maximum de Pokémon. Il sélectionne ensuite ses meilleures photos de chaque Pokémon pour les présenter au professeur Chen, qui les évalue et les ajoute à son rapport. Plusieurs critères influent sur la note de la photo : la taille du Pokémon, sa pose et s'il est bien centré dans le cadre.  Des points supplémentaires peuvent être attribués si le Pokémon prend une pose spéciale, tel que Pikachu sur une planche de surf, ou si plusieurs créatures de la même espèce se trouvent sur la photo. Les joueurs peuvent également enregistrer leurs clichés préférés dans un album qu'ils peuvent consulter à tout moment.
Todd ne possède qu'un appareil photo au début du jeu, mais le professeur Chen lui confiera d'autres accessoires à mesure qu'il obtiendra de bonnes notes et photographiera un grand nombre de Pokémon différents.  Le premier accessoire — de la nourriture pour Pokémon en forme de pomme — peut être lancé pour étourdir ou attirer les Pokémon. Les « Agass' Ball » peuvent assommer les Pokémon ou les faire sortir de leur cachette. La Poké Flûte a plusieurs effets, en fonction de l'air joué. Elle peut réveiller, énerver, faire éclore ou faire danser les Pokémon, permettant de les photographier dans des poses différentes. Finalement, Todd pourra équiper un Turbo sur le Zero-Un, pour traverser les niveaux plus rapidement et surprendre les Pokémon avant qu'ils ne se cachent.
Sept parcours sont accessibles depuis le menu, symbolisé par le laboratoire du professeur Chen : la Plage, le Tunnel, le Volcan, le Fleuve, la Caverne, la Vallée et le secret Prismo-Nuage. L'acquisition progressive des nouveaux objets permet au joueur de revisiter les niveaux qu'il a déjà terminés pour y trouver des Pokémon cachés et de nouveaux itinéraires pour améliorer son score. Chaque niveau renferme également un « signe », un élément du décor évoquant la silhouette d'un Pokémon. Un rocher moussu ressemblera à un Kraboss, ou de la fumée prendra la forme d'un Smogo. Une fois ces six signes photographiés et présentés au professeur Chen, Todd aura accès au Prismo-Nuage, où il pourra rencontrer et essayer de photographier Mew.

## Développement

### Jack et le Haricot magique

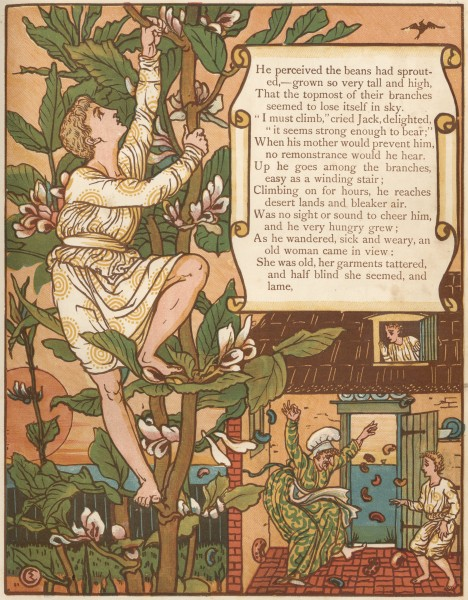
À l'origine, le jeu était basé sur le conte anglais Jack et le Haricot magique. (ici, une illustration de Walter Crane, 1985)

Pokémon Snap est développé par HAL Laboratory, avec l'aide de Pax Softnica, société ayant déjà travaillé avec Nintendo sur quelques titres exclusifs au marché japonais, comme Mother ou Shin Onigashima. Le projet démarre sous le nom de Jack et le Haricot magique — d'après le conte anglais — et est destiné au 64DD, un périphérique de la Nintendo 64. Une équipe de développement du nom de « Jack and Beans », sous la direction de Yoichi Yamamoto, y est dédiée ; elle est alors basée au deuxième étage du bâtiment de Nintendo Kanda dans le quartier de Sudachō (en) à Tokyo. Jack et le Haricot magique est dévoilé pour la première fois en février 1995, un an avant la sortie de la Nintendo 64 au Japon, mais n'a plus jamais fait parler de lui ensuite. Aucune image ou vidéo n'a été diffusée, et peu de détails au sujet de l'apparence ou du fonctionnement du jeu sont connus. Cependant, certains éléments de gameplay se seraient retrouvés dans EarthBound 64, dont le développement a débuté en 1994 mais a été annulé en 2000. Benimaru Itoh, concepteur graphique du jeu, a expliqué dans une interview que le jeu devait comporter des graines. Une fois plantées, ces graines pousseraient en temps réel, en utilisant l'horloge interne du 64DD.
En 1999, Shigesato Itoi, créateur de la série Mother / Earthbound, a publié une série de cinq articles à propos de Jack et le Haricot magique sur son site, 1101.com. Ces articles comprennent des interviews avec différentes personnes impliquées dans le jeu, dont Satoru Iwata et Shigeru Miyamoto.

### Conversion en jeuPokémon
Le 27 février 1996, Game Freak, sort Pocket Monsters Vert et Rouge (Pokémon Rouge et Bleu en occident). Ces jeux se révèlent être des sleeper hits et sont accompagnés la même année par un manga et un jeu de cartes à collectionner. Le 1er avril 1997, le dessin animé démarre, transformant la franchise en un phénomène national, puis mondial. Lorsqu'il devient évident que le développement de Jack et le Haricot magique ne mène à rien, l'idée de faire du jeu un spin-off de Pokémon apparaît. Satoru Iwata, l'un des producteurs du jeu, l'explique dans une interview en 2010 : « À l’origine, Pokémon Snap pour Nintendo 64 n’était pas un jeu Pokémon, mais plutôt un jeu normal où il fallait prendre des photos. Mais les éléments motivants pour le joueur n’étaient pas clairs. On s’est demandé ce que les joueurs auraient plaisir à prendre en photo, et par la suite, on a fait un changement quelque peu forcé pour que ce soient des Pokémon qu’il faille prendre en photo. » Masanobu Yamamoto, l'un des dessinateurs de personnages du projet, réagit d'abord négativement à ce changement, puisqu'il doit abandonner une grande partie du travail qu'il a consacré au projet. Il réalise finalement que le changement est pour le mieux : « À cette époque, le fait d’adopter l’univers des Pokémon a clarifié ce que l’on devait faire et la direction que l’on devait suivre. Et je me suis mis à aimer les Pokémon. J’avais l’impression que cela nous avait sauvés. »

### Abandon du 64DD

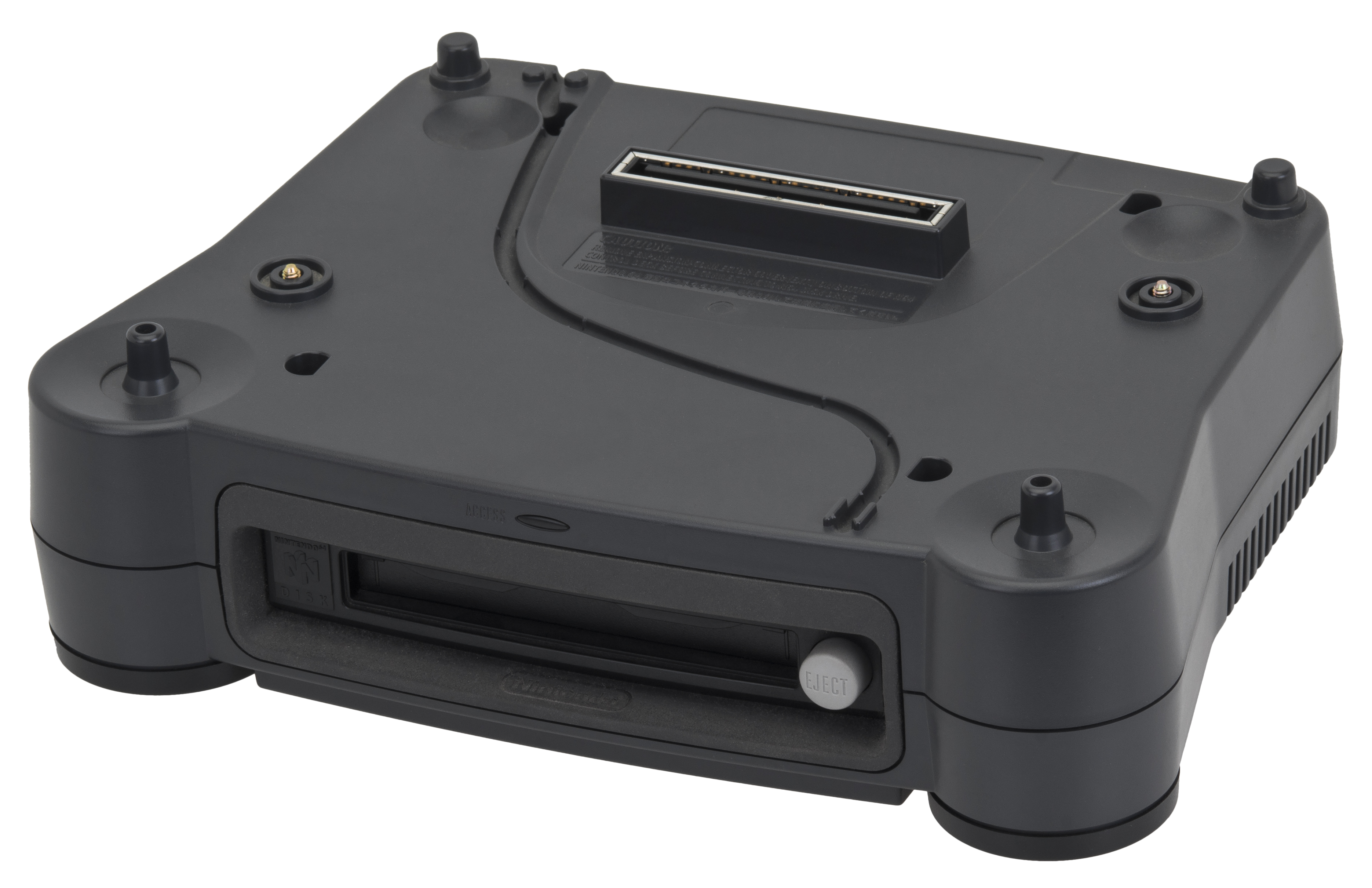
Le 64DD, périphérique sur lequel Pokémon Snap devait sortir.

Une fois le projet transformé en jeu Pokémon, il poursuit son développement pour être compatible avec le 64DD, un accessoire de la Nintendo 64 compatible avec des disques magnétiques de grande capacité, et disposant d'une connexion Internet et d'une horloge interne. Le produit est dévoilé au public durant le Shoshinkai 1996, et est sorti trois ans plus tard — après de nombreux reports — le 1er décembre 1999. Il n'est compatible qu'avec quelques jeux ; la majeure partie des projets 64DD, comme The Legend of Zelda: Ocarina of Time et Donkey Kong 64, ne sont sortis que sur Nintendo 64. En janvier 1999, le magazine Dengeki Nintendo 64 annonce que Pokémon Snap ne figurerait pas non plus sur le 64DD, à cause des faibles ventes de l'accessoire,. Deux mois plus tard, le jeu est commercialisé au Japon.

## Accueil

### Campagnes promotionnelles
Le jeu fait l'objet de plusieurs campagnes promotionnelles tout au long de l'été 1999. Nintendo et Lawson, chaîne japonaise de magasins de proximité, concluent un accord permettant à leurs clients d'apporter leur exemplaire de Pokémon Snap et d'y faire imprimer leurs photos prises dans le jeu,. Un accord similaire est signé avec Blockbuster Video, chaîne américaine de location de films et de jeux vidéo, lui accordant l'exclusivité américaine de ce service, et avec la chaîne australienne Myer,. Des bornes jaunes et bleues — aux couleurs de Pokémon — munies d'une manette de Nintendo 64 jaune, d'un écran de télévision, d'une petite imprimante et d'un lecteur de cartouche Nintendo 64 sont installées dans les magasins partenaires. En y insérant un exemplaire de Pokémon Snap, les clients peuvent sélectionner jusqu'à quatre photos prises dans le jeu, pour les imprimer sur une plaque de 16 autocollants. Une version de démonstration du jeu y est jouable, et ces bornes sont par la suite compatibles avec Pokémon Stadium. Un concours du nom de « Take Your Best Shot » a été organisé, à l'issue duquel le joueur ayant réalisé la meilleure photo dans le jeu remportait un voyage en Australie,.  
En partenariat avec LodgeNet (en), fournisseur de télécommunications dans les hôtels, Nintendo équipe plus de 86 000 hôtels de Nintendo 64 et Pokémon Snap pour les vacances de fin d'année 1999,. Nintendo fait également la promotion de son jeu durant le Pokémon League Summer Training Tour, une série de tournois de combats de Pokémon. Le protagoniste du jeu, Todd Snap, apparaît également une fois dans le dessin animé peu avant la sortie du jeu. 
Les boîtes de jeu américaines et européennes sont différentes ; l'américaine est rouge et blanche, couleur de la Poké Ball, tandis que l'européen est sur fond bleu avec un déroulement de pellicule photographique. 

### Critiques
Pokémon Snap reçoit des notes au-dessus de la moyenne de la part des médias de notation, il obtient 77 % sur Metacritic et 75,48 % sur GameRankings. Nombre de publications ont souligné le côté « unique » et « rafraîchissant » du jeu,. Les critiques saluent la jouabilité et la prise en main immédiate et intuitive du jeu,, qui « propose une belle interprétation du rail shooter classique ». Actu & Soluces considère que « la firme Nintendo est sans doute la référence en termes de maniabilité », et qu'elle le prouve à nouveau avec Pokémon Snap. Pour AllGame, « les graphismes en 3D font de Pokémon Snap le plus beau jeu Pokémon à ce jour. » Les animations des personnages ne sont pas en reste, ayant été qualifiées de « magnifiques » et « réalistes » par de nombreuses critiques,,,. Le jeu a également été comparé à Pokémon Stadium en termes de visuel. 
L'ambiance sonore de Pokémon Snap a suscité des critiques partagées, résumées ainsi par Peter Bartholow de GameSpot : « La bande son souffre du même problème que la plupart des jeux du système, mais les mélodies restent appropriées et accrocheuses. Ce qui augmente vraiment la qualité de l'ambiance sonore, ce sont les enregistrements de tous les cris des Pokémon, tirés directement de la série télévisée. » Actu & Soluces et GamePro se rejoignent en précisant que l'ambiance sonore du jeu colle tout de même au « ton décontracté de Pokémon Snap » et à « l'image de la série ».  
Les principaux points noirs remontés par les critiques sont la faible durée de vie du jeu et l'absence de nombreux Pokémon. La rédaction de Consoles Max indique que même si le jeu se finit assez vite, « la somme de secrets et d'astuces devrait tenir les fans en haleine ». Même son de cloche chez Jeuxvideo.com, qui précise quand même que « la découverte de tous les Pokémon prolongera le plaisir de quelques heures ». Plusieurs média regrettent le manque de près de 100 Pokémon, comme le N64 Magazine, ou IGN, qui indiquent que « les Poké-maniaques seront forcément déçus par la sélection de Pokémon du jeu, ». 
Pour Jeuxvideo.com, Pokémon Snap « relance la machine Pokémon » et donne « une âme à des créatures que l'on croyait nées uniquement pour se battre ». Electronic Gaming Monthly est du même avis, indiquant que le jeu « transforme le monde bi-dimensionnel du jeu Game Boy en un lieu bien réel et vivant ». Le jeu est décrit comme le « plus novateur de la série » à cette époque, et comme étant « tout aussi amusant que les jeux de la série principale »,.
Pokémon Snap a depuis été utilisé comme point de comparaison pour d'autres jeux vidéo qui incorporent des mécaniques de photographie. John Gaudiosi du Washington Post a décrit le jeu pour adultes Panty Raider comme « le croisement entre Victoria's Secret et Pokémon Snap ». Game Infowire a décrit Beyond Good and Evil comme un « mélange curieux » de Ratchet and Clank, Jak II, Metroid Prime, et Pokémon Snap. Kotaku s'est servi de cette comparaison à plusieurs reprises, pour Virtual Stakeout ou Dead Rising: Chop Till You Drop,. Wired a décrit le concept des jeux Sea Life Safari et African Safari comme semblable à celui de Pokémon Snap,. Le développeur Wade Tinney cite les jeux Pokémon Snap et Spore comme des inspirations pour son jeu Snapshot Adventures: Secret of Bird Island.

### Ventes

Logo japonais de Pokémon Snap.

Selon VG Chartz, Pokémon Snap s'est vendu mondialement à 3,63 millions d'unités. La quasi-totalité, 2,23 millions, est vendue en Amérique du Nord. L'Europe et le Japon ont acheté le jeu respectivement à 0,68 et 0,66 million d'unités. Les 0,06 million restant sont achetés par le reste du monde. Début 2001, le jeu intègre la sélection Player's Choice de Nintendo, baissant le prix de vente du titre,.
Pokémon Snap atteint la quatrième place des ventes au Japon la semaine de sa sortie, du 18 au 24 mars 1999, et la cinquième place durant la semaine du 9 mai 1999. Lors de sa sortie américaine, le jeu se vend à plus de 151 000 exemplaires en trois jours. Au 22 octobre 1999, il est en tête du classement des jeux les plus loués. Il se maintient dans le top 10 des meilleures ventes de jeu pour le mois de novembre. Pour la semaine du 27 novembre, il est le 10e jeu le plus vendu et reste le jeu le plus loué. À la fin de l'an 1999, Pokémon Snap est le sixième jeu le plus vendu aux États-Unis, s'étant vendu à plus de 1,5 million d'exemplaires. Pour IGN, ce succès est dû à sa « campagne promotionnelle pertinente », et au partenariat avec Blockbuster.

## Postérité
Le jeu est réédité pour la console virtuelle de la Wii le 4 décembre au Japon, le 10 décembre aux États-Unis et le 11 décembre 2007 en Europe,. Là où le jeu original permettait d'imprimer ses photos dans certaines chaînes de magasin aux États-Unis ou au Japon, cette version permet de sauvegarder ses clichés dans le bureau de la Wii et de les partager avec ses amis. Il est également disponible depuis 2016 sur la console virtuelle de la Wii U, et depuis 2022 sur la Nintendo Switch via un abonnement au Nintendo Switch Online avec le pack additionnel qui inclut, notamment, d'autres jeux de la Nintendo 64.
Interrogé en juin 2019 par le quotidien britannique Metro, Junichi Matsuda, producteur des jeux vidéo Pokémon, n'a pas rejeté l'idée d'une suite à Pokémon Snap, indiquant seulement qu'ils ne pourraient pas refaire le même jeu, et qu'ils auraient besoin de « trouver une mécanique pour le moins unique, ». En juin 2020, lors de l'évènement Pokémon Presents, Nintendo annonce New Pokémon Snap pour la Switch, qui reprend le principe de Pokémon Snap. Le 14 janvier suivant sort une bande-annonce dévoilant la date de sortie du jeu, prévue pour le 30 avril 2021.